# アブダビ首長国
アブダビ首長国（英語: Emirate of Abu Dhabi, アラビア語: إمارة أبوظبي; 文語アラビア語発音：ʾabū ẓaby, アブー・ザブィ、口語アラビア語発音：abu ẓabi, アブ・ザビ）は、アラビア半島のペルシア湾岸に位置する、アラブ首長国連邦を構成する首長国の1つ。同国の首都とアラブ首長国連邦の連邦首都を兼ねる同名の都市（アブダビ市）もこの首長国内にある。

## 概要
アブダビ首長国はアラブ首長国連邦を構成する首長国。ペルシア湾に突き出たT字型の半島部を中心とした地形で、アラブ首長国連邦の中でも最大の面積、人口、収入を持つ。特に面積6.7万km2は連邦全体の8.3万km2の大半（約80%）に及び、広大な国土に埋蔵された豊富な石油資源によって連邦の政治、経済を支える事実上のリーダー国である。アラブ首長国連邦のGDPの15%を産し、アブダビ証券取引所やアラブ首長国連邦中央銀行、アブダビ投資庁、大手通信会社のエティサラート、国営石油会社のADNOC、アブダビ海上操業会社(ADMA-OPCO)などもここにある。アラブ首長国連邦の大統領は1971年の連邦結成以来、アブダビ首長のザーイド、ハリーファの父子が一貫して務めている。

アラブ首長国連邦
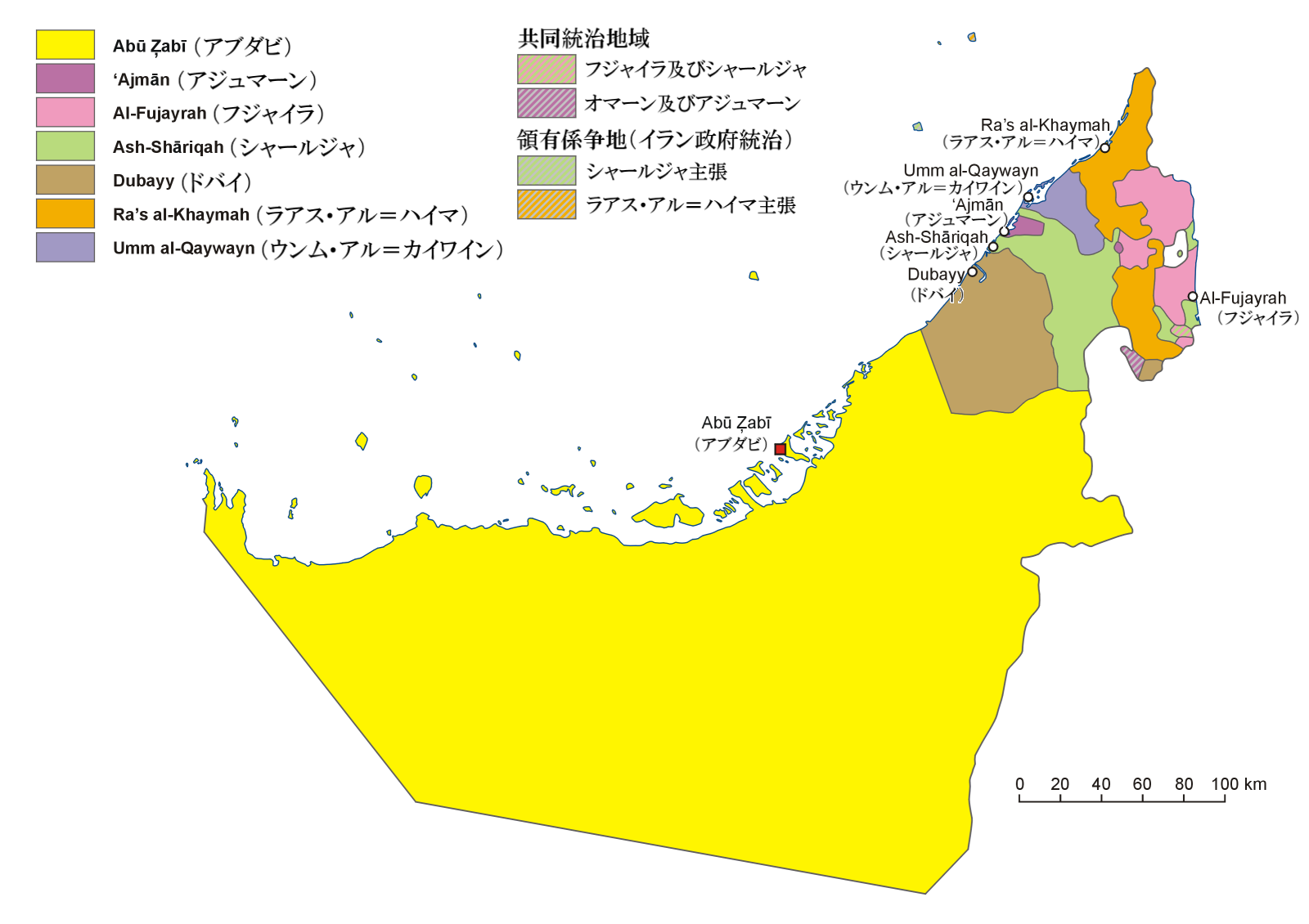
連邦内のアブダビ首長国（黄色:■)と各首長国
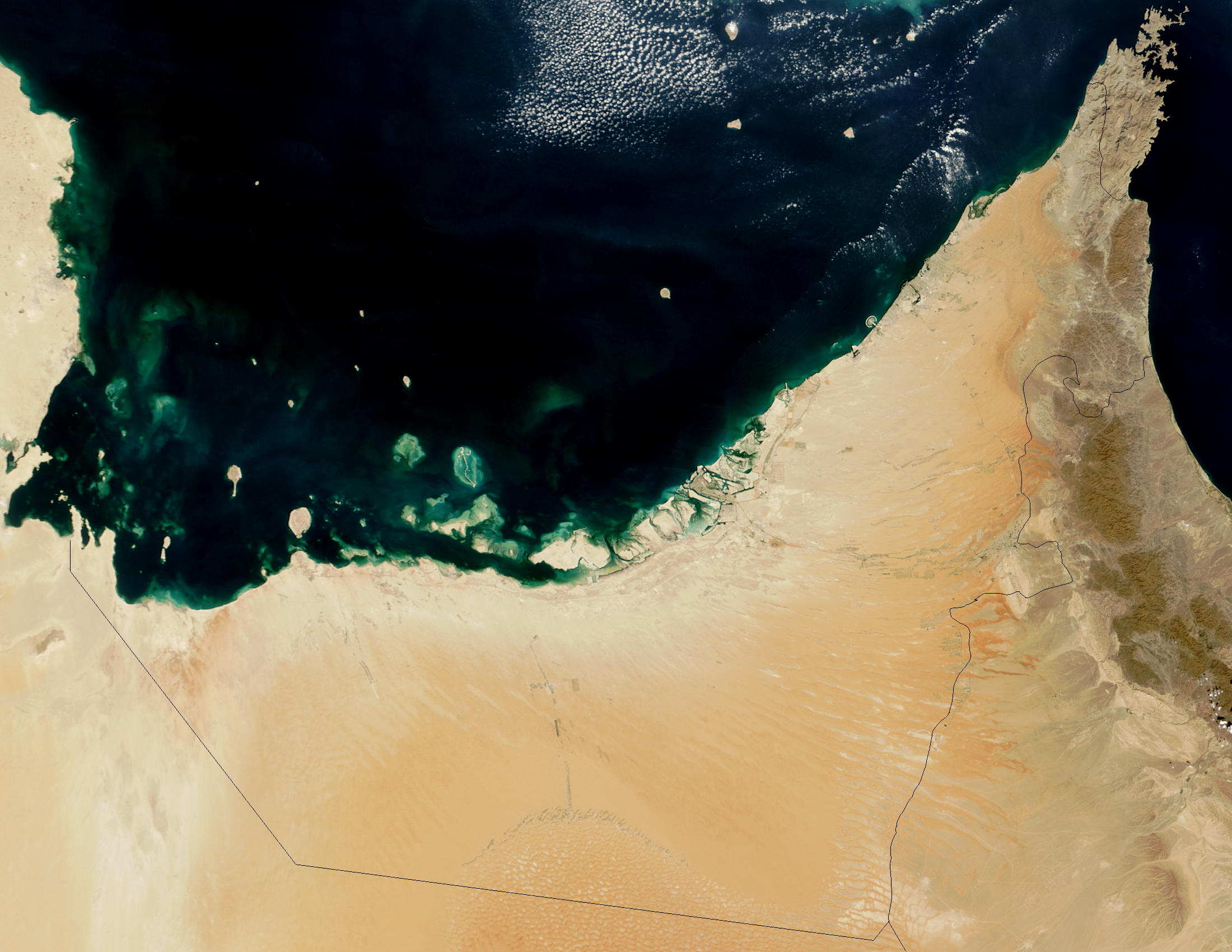
連邦の衛星写真

## 「アブダビ」の由来
’abū ẓaby;アブー・ザブィ、口語発音’abu ẓabi;アブ・ザビのアブー（口語発音アブ）は「父」もしくは「～の持ち主」「～があるところ」、ザブュ（口語発音ザビ）はカモシカを意味する。直訳すると「カモシカの父」だが、実際には「カモシカがいるところ」「カモシカの主」といったニュアンスで解釈される。
名前の由来には諸説あるが定説は以下の通り。
・カモシカがたくさん住んでいる地域だった。
・とある漁師がこの地でカモシカ狩りをしたが喉が渇いてしまい井戸を探していた。見つけた井戸は枯れ井戸で狩人も捕らえたカモシカも脱水死してしまい、井戸は「カモシカの主」「カモシカ井戸」といった意味合いの「カモシカの父」と呼ばれるように。それが地名として定着した。
なお近代に改名されるまでアブダビ首長国一帯はمليح（mulayḥ/mulaiḥ,ムライフ、口語発音はムレイフやムレーフ等）と呼ばれていた。「塩」と同じ語根で海水の塩気から連想しての命名だったという。

## 歴史
アブダビには3世紀より遊牧民や漁民が居たと思われている。現在のアブダビは、18世紀にバニー＝ヤース部族に属するナヒヤーン家（ヌハイヤーン家）が建設した首長国で、19世紀には同じバニー＝ヤース部族から分かれたマクトゥーム家がドバイへ渡ってドバイ首長国を建てた。その後、他の首長国と同様にイギリスの保護国となった。20世紀初頭まで、内陸部のオアシスでラクダの飼育やナツメヤシ（デーツ）の栽培を行い、夏季には海岸部で漁業や真珠の採取くらいしか産業はなかった。この時代までは住居の多くはヤシの葉や泥で作られていた。

1899年より1901年10月まで使われた旗
1936年より1958年2月まで使われた旗

1958年に石油が発見される。しかし、その収入はまだ微々たるもので、アブダビで舗装道路ができたのも1961年であった。また石油収入の永続性の懸念から慎重な運用が続いてきたが、ザーイド・ビン＝スルターン・アール＝ナヒヤーンの治世になると、石油産業への活発な投資が起こった。1971年にイギリスが撤退、独立を果たすと、同時に独立した周辺の首長国とともにアラブ首長国連邦を結成した。

## 地理

### 地形

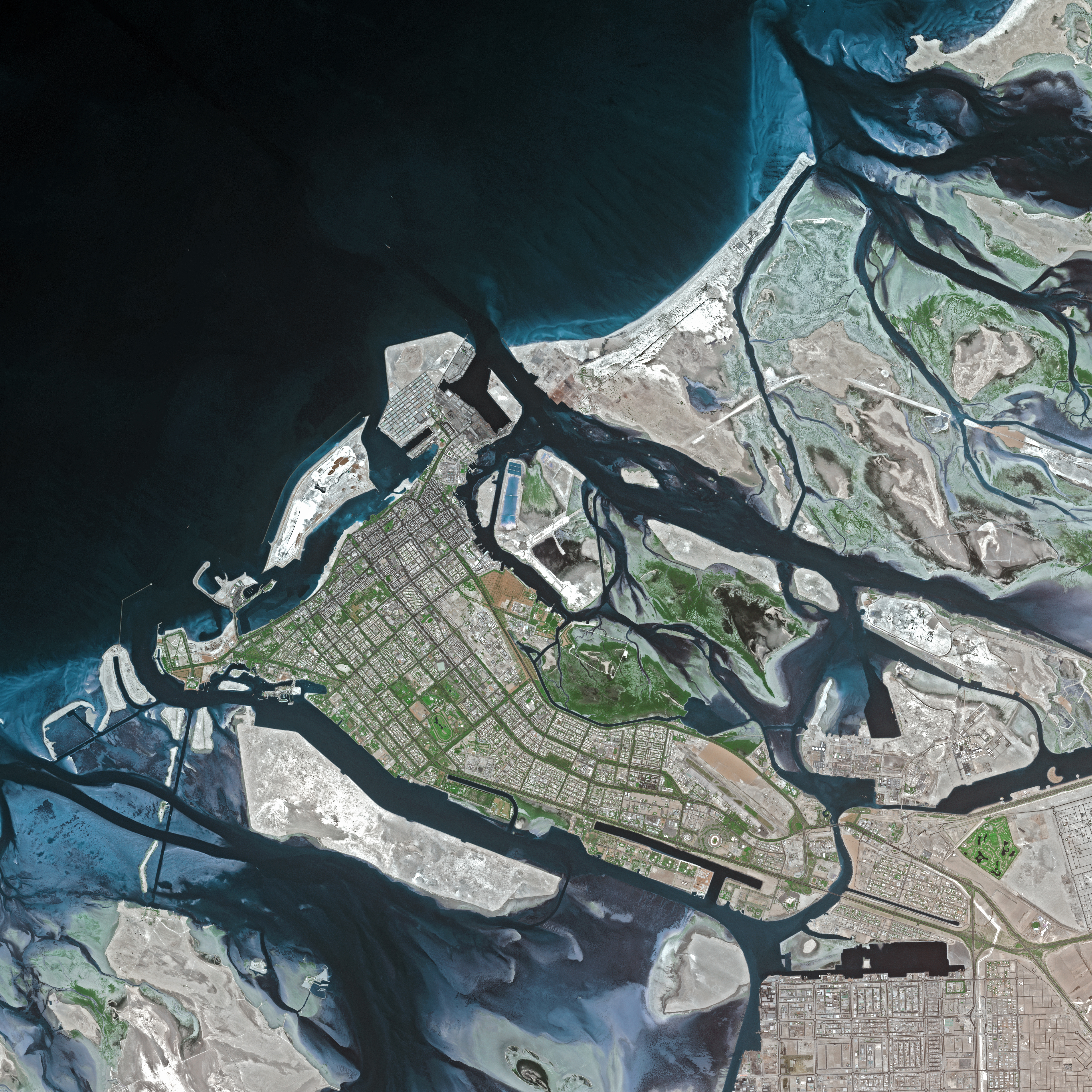
アブダビ中心部の衛星写真

アラビア半島のペルシア湾に面した北東部に位置する。250mほどの水路で離れた島々が中心部で、郊外の内陸部とは橋で結ばれている。また幾つかは今も建設中である。
- 島 : ヤス島、サディヤット島など。

### 気候
砂漠気候で、1年を通じて晴天である。6月から9月は平均最高気温が35℃を上回る。この期間は砂嵐にも度々見舞われる。海に面するため湿度が高い。

## 人口構成
2001年の調査では、人口の25%がアラブ首長国連邦の国籍を有している。その他の住民は外国人で、主な出身国は、インド、パキスタン、エリトリア、ソマリア、バングラデシュ、スリランカ、フィリピン、イギリスなどとなっている。そのため、英語、ヒンディー語、タガログ語、ティグリニャ語、アムハラ語、ベンガル語、ウルドゥー語などが広く話されている。

## 経済
2007年のアブダビの国内総生産(GDP)は1089億ドル（約10兆円）である。日本の茨城県の県内総生産（約10.9兆円）とほぼ同規模である。2013年のGDPは約2600億ドル(約29兆円)で、神奈川県の県内総生産（約30.3兆円）とほぼ同規模であり、アラブ首長国連邦内で第2の経済規模となるドバイの2倍以上となっている
旺盛な電力需要に対応するため、2009年にはアブダビ市街地西方にバラカ原子力発電所（140万kw*4基）の建設が決定。2020年8月1日に第1号機が稼働を開始した。
2019年には、「スワイハン太陽光発電所」が稼働した。太陽光発電所としては世界最大級（出力1177万キロワット、面積7.9平方キロメートル）であり、総事業費約1千億円のうち現地国営電力会社が60％、日本の丸紅と中華人民共和国の太陽光パネル最大手ジンコ・ソーラーが各20％を出資した。

## 環境・エネルギー政策
一歩としてマスダール・シティがつくられた。また「アブダビ・サステナビリティ・ウィーク（ADSW）」やその一環としての「世界未来エネルギー・サミット（WFES）」等の関連イベントがアブダビ国立展示場（ADNEC）で毎年開催されている。

## スポーツ

### モータースポーツ
2009年より、F1世界選手権「アブダビGP」（ヤス・マリーナ・サーキット）が開催されている。

### クリケット
クリケットは人気スポーツの一つである。アラブ首長国連邦のトゥエンティ20形式のプロリーグであるインターナショナルリーグT20には、アブダビ・ナイトライダーズが所属している。
アブダビの代表的なクリケットスタジアムはシェイク・ザイード・クリケット・スタジアム。2021年にオマーンとの共催で開催されたICC T20ワールドカップは、同スタジアムも会場の一つとなった。

### アブダビコンバット
アブダビコンバットは寝技世界一選手権の意味合いを持つ格闘技大会である。当初はアブダビ国内でのみ行われていたが、現在は格闘技の盛んな世界の国を大会毎に廻りながら開催されている。

## 交通
- ザイード国際空港：アブダビにあり、エティハド航空のハブ空港である。2009年にターミナル3が完成。さらに巨大なターミナルAが、2023年11月15日に開業[8]。
- アルアイン国際空港：アルアインにある空港。
- アブダビ・トラム：建設計画中のトラム・システム。

## 再開発

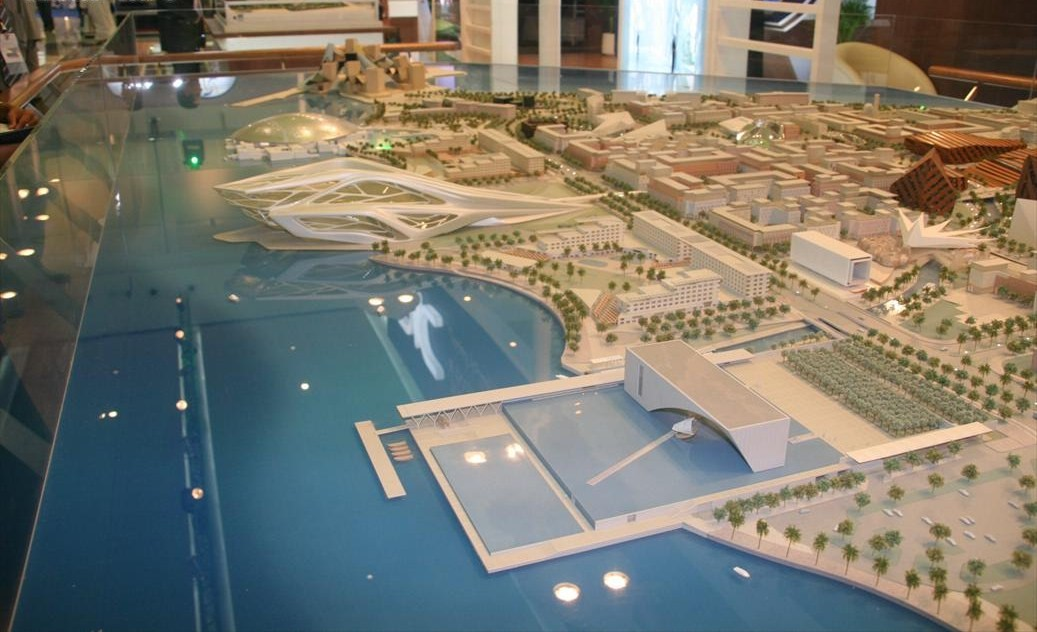
サディヤット島完成模型

- サディヤット島:　アブダビの500m沖合いの島で大規模再開発が行われている。完成時にはリゾートだけでなくニューヨーク大学・グッゲンハイム美術館もできる。
- アブダビ首都地区(Abu Dhabi Capital district):　アブダビ中心部から南に7kmの内陸部に建設中の新都市で、アラブ首長国連邦の連邦政府機関やアブダビ首長国の行政機関が移転する計画都市。中心部からは地下鉄が、その他の地区とは高速鉄道で結ばれる予定。37万人分の住宅も含めて2030年に完成予定。

ドバイほどではないが、高層ビルの建設も目白押しで、スカイ・タワー(389m)、セントラル・マーケット・レジデンシャル・タワー(374m) などが建設中である。

## 観光
アブダビは特徴ある建造物や考古遺跡で有名である。
- エミレーツ・パレス : 7つ星ホテルで、ドバイのブルジュ・アル・アラブに対抗したアラビア様式の超豪華ホテル
- シェイク・ザーイド・モスク : 2007年に竣工したばかりの巨大モスク
- アル・アインの文化的遺跡群 : 世界遺産（2011年、文化遺産）